# Omineca
L'Omineca è un fiume del Canada che scorre nella Columbia Britannica. È un tributario del lago Williston e fa parte del bacino del fiume Peace.

## Affluenti
- Ominicetla Creek
- Germansen River
- Osilinka River
- Mesilinka River